# Cetshwayo kaMpande
Cetshwayo kaMpande (1826 – 8 februarie 1884) a fost rege al Regatului Zulu din 1872 până în 1879 și liderul zulușilor în timpul războiului anglo-zuluș (1879). Numele lui a fost transliterat ca Cetawayo, Cetewayo, Cetywajo și Ketchwayo. El a condus națiunea zulu în victoria împotriva britanicilor în Bătălia de la Isandlwana.

## Biografie

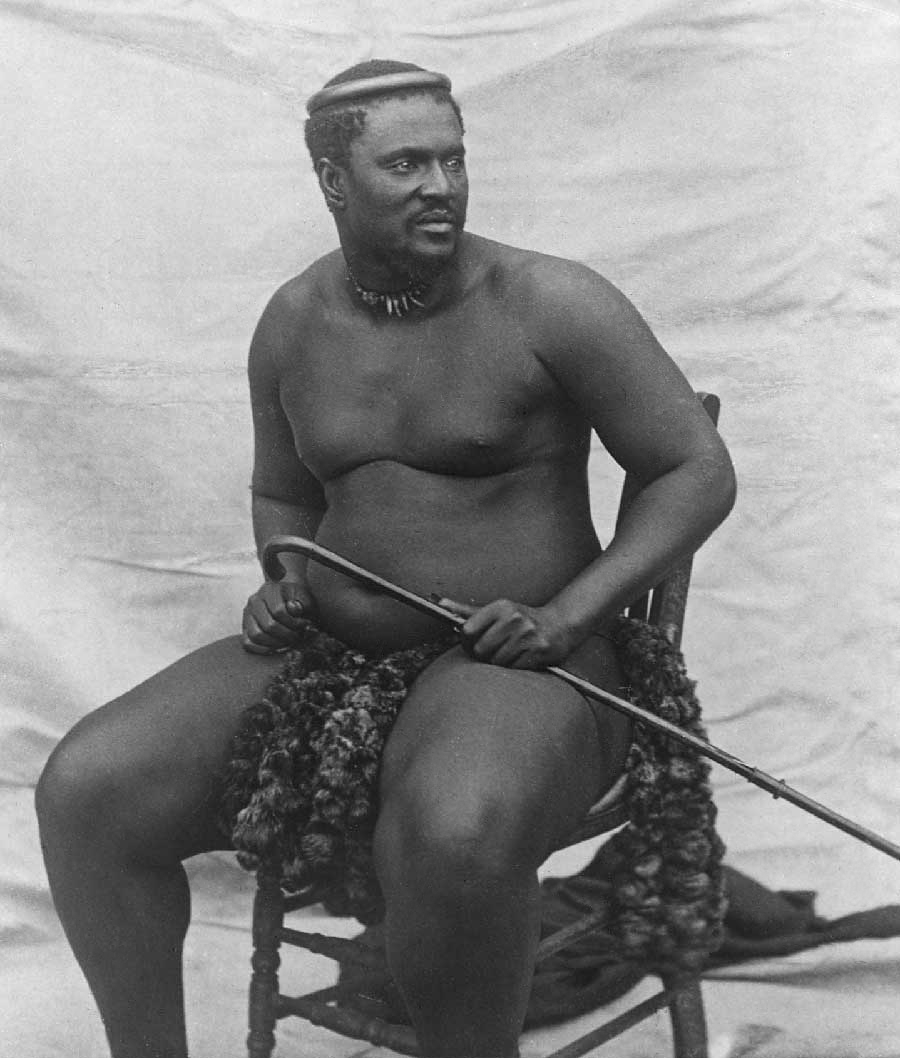
Zulu king Cetshwayo în 1878

Cetshwayo a fost fiu al regelui zulu Mpande și a reginei Ngqumbazi, nepot vitreg al regelui zulu Shaka și nepot al Senzangakhona kaJama. În 1856 el l-a învins și l-a ucis în luptă pe fratele său mai mic Mbuyazi, preferatul lui  Mpande, și a devenit conducător efectiv al poporului zulu. Cu toate acestea, nu a urcat pe tron deoarece tatăl său încă trăia.
Povești din acele timpuri privind marea sa dimensiune variază, spunând că a avea între 198 cm și 203 cm și cântărea aproape 158 de kg.
1. ↑  IdRef, accesat în 2 mai 2020
2. ↑  Dictionary of African Biography